# Were the World Mine
Were the World Mine é um filme musical norte-americano de drama, lançado em 2008.  A obra foi escrita, dirigida, e produzida por Tom Gustafson, com coprodução de Cory James Krueckeberg e Peter Sterling. É uma adaptação com temática LGBT da obra Sonhos de uma Noite de Verão, de William Shakespeare.[carece de fontes?]